# 常模参照
常模参照（又名評分曲線，俗稱為拉曲線、港式中文稱拉Curve）是一種教育界常用的評級方法，英式英語稱為marking on a curve，美式英語稱為grading on a curve ，又稱為curved grading、bell curving、grading curves）是以預先設定的常態分佈(即高斯分佈)形式評核學生的分數或等級。
術語「曲線」（Curve）是指以圖表形式展示常態分佈的概率密度的曲線。大學常用的評級方法GPA便是使用常模参照來區分一級、二級及三級榮譽。而著名的香港中學會考(HKCEE)及香港高級程度會考(HKALE)便是採用拉Curve形式評分。
常模参照的其中一個方法是通過預先設定的百份比，來界定評分在一個區間之間的學生奪得相應的等級，亦可以通過這個方法來設定一個等級跟下一個等級的界線。假設在香港中學會考的數學科中，分別設有A、B、C、D、E、F及U共七個等級，而前5%的學生奪A，下10%的學生奪B，下15%學生奪C，下20%學生奪D，下40%學生奪E，最後10%學生奪F或U。如果滿分是100分，考生有10,000人，亦即前500名的學生可奪得A級。假如排第500名的學生的得分是89分，一個常見的處理方法是將89分設定為A跟B級的界線，奪得89分或以上便能獲得A級，因此在常模参照之後得到A級的學生不一定是剛好5%，在這個方法之下，奪得A級的學生有可能會大於5%。
常模参照的好處是避免學生因試卷的深淺而令表現不穩定，特別是在使用學分制的大學當中，如果第一學期的試卷比第二學期的簡單，那麼若採用水平參照的計分方法，有可能會對第二學期的學生不公平。而壞處則是顯然易見的，會造成考生們的直接競爭，有可能形式惡性對立關係，亦有可能因不同屆別的考生水平差異而無法評核出考生的真實水平。因此，香港考試及評核局在香港中學文憑考試(HKDSE)中便從常模参照改為水平參照，使得評級系統更具參考性。
一些大學的學者認為，常模參照評分方式，違反考試評分的道德操守，因鼓吹學習上的競爭關係，打擊互相合作的學習。

## 外部連結
- A Comprehensive Look at Types of Curves （页面存档备份，存于）
- A Brief Note about Grade Statistics or How the Curve is Computed （页面存档备份，存于）
- How to Create a Bell Curve in Excel （页面存档备份，存于）